# Finale du Championnat d'Europe de football 2020
La finale du championnat d'Europe de football 2020 est la 16e finale du championnat d'Europe organisé par l'UEFA. Ce match de football a lieu le 11 juillet 2021 au Stade de Wembley de Londres, en Angleterre. Il oppose l'Angleterre à l'Italie. Les deux équipes sont à égalité 1-1 après prolongations, et l'Italie remporte le titre au terme de la séance de tirs au but (3-2).

## Contexte
L'Euro 2020 est la 16e édition du championnat d'Europe de football, organisée entre le 11 juin et le 11 juillet dans onze villes, toutes situées dans des pays différents les unes des autres,. Les qualifications se sont déroulés entre mars et novembre 2019, au cours desquels cinquante-cinq réparties en dix groupes de cinq ou six, s'affrontant sur la base d'un tournoi à la ronde. Les deux premières équipes de chaque groupe sont qualifiées pour la phase finale, ainsi que quatre équipes supplémentaires, déterminées en fonction de leur performance en Ligue des Nations 2018-19 et d'une série de matches de barrage,. Lors de la phase finale, les 24 équipes sont répartis en six groupes de quatre, chaque équipe s'affrontant une fois au sein du groupe. Les deux meilleures équipes de chaque groupe ainsi que les quatre meilleurs troisièmes se sont qualifiés pour une phase à élimination directe.
À cause de la pandémie de COVID-19 en Europe en cours en 2020, le tournoi a été reporté à l'été 2021,, tout en conservant le nom Euro 2020 et en gardant les mêmes stades. En plus des règles spéciales concernant le COVID-19, l'UEFA a également autorisé un plus grand nombre de substitutions par rapport à ce qu'été initialement prévu et met en place pour la première fois l'assistance vidéo à l'arbitrage (VAR),.
Avant le tournoi, l'Angleterre était considérée par les bookmakers comme le deuxième favori, derrière la France ; l'Italie était le septième favori et a été décrite par Evan Bartlett du journal I comme potential dark horses (« potentiels outsider »). Les deux équipes sont classées respectivement quatrième et septième dans le classement mondial de la FIFA publié avant le début du tournoi. Les deux sont d'anciens champions du monde : l'Italie a remporté quatre fois la coupe du monde, la dernière fois en 2006, et l'Angleterre une fois, en 1966. Cependant, l'Italie ne s'est pas qualifiée pour la précédente coupe du monde, ce qui n'était pas arrivé depuis 1958. L'Angleterre, quant à elle, a terminé quatrième du tournoi, son meilleur classement depuis 1990. L'Italie a remporté le championnat d'Europe en 1968 comme pays organisateur ; la meilleure performance de l'Angleterre dans la compétition est une demi-finales, atteint à deux reprises : en 1968 et en 1996. Lors du précédent championnat d'Europe, l'Italie s'est faite éliminée aux tirs au but par l'Allemagne en quart de finale, tandis que l'Angleterre a été éliminée dès les huitième de finale après une défaite surprise contre les nouveaux venus, l'Islande.
L'Italie a déjà disputé trois finales de d'Euro : après la victoire contre la Yougoslavie en 1968, elle a perdu face à la France en 2000 grâce à un but en or puis face à l'Espagne en 2012. La Squadra Azzurra entame la finale sur une série de 33 matches sans défaite, la troisième plus longue de l'histoire du football de sélection, sa dernière défaite date du 10 septembre 2018 où elle perdu 1-0 contre le Portugal en Ligue des Nations 2018-19. L'Italie est également sur une série de 27 matches sans défaite en compétition,. 
C'est la première fois que l'Angleterre atteint la finale d'une compétition majeure depuis la coupe du monde de 1966, seule autre finale qu'elle ait atteinte. Elle est également devenue la troisième nation du XXIe siècle à disputer une finale de championnat d'Europe comme pays organisateur, après le Portugal en 2004 et la France en 2016, qui ont perdu leurs finales respectives, contre la Grèce et contre le Portugal. Au XXe siècle, trois pays hôtes ont atteint la finale et l'ont gagnée : l'Italie en 1968, l'Espagne en 1964 et la France en 1984. Bien que la finale ait eu lieu à Londres, l'Italie était l'« équipe locale » d'un point de vue administratif.
L'Angleterre et l'Italie se sont déjà rencontrées 27 fois, pour la première fois en 1933 qui s'est terminée par un match nul 1-1 à Rome. Avant la finale, l'Italie a remporté dix de ces rencontres, l'Angleterre huit et neuf avaient fait match nul. La dernière rencontre date de 2018 lors d'un match amical à Londres qui s'est également soldée par un match nul 1-1. En tournois majeurs, l'Italie a remporté trois de leurs quatre confrontations : en phase de groupes de l'Euro 1980, le match pour la troisième place de la coupe du monde 1990 et en phase de groupes de la coupe du monde 2014 ; la quatrième, en quarts de finale de l'Euro 2012, s'est terminée par un match nul, mais l'Italie a remporté la séance de tirs au but qui s'est ensuivie,. Les bookmakers donnent l'Angleterre comme légèrement favorite avant le match,,.

## Lieu
La finale a lieu au stade de Wembley à Londres. Le 6 décembre 2012, l'UEFA annonce que le tournoi serait organisé dans plusieurs villes d'Europe pour marquer le 60e anniversaire de l'Euro, sans qu'aucune équipe hôte ne soit qualifié automatiquement,. Wembley est choisi pour accueillir les demi-finales et la finale par le comité exécutif de l'UEFA le 19 septembre 2014, ayant été sélectionné par acclamation (en) à la suite du retrait de la candidature de l'Allianz Arena de Munich pour la phase finale. Le 7 décembre 2017 le comité exécutif de l'UEFA retire Bruxelles de la liste des villes hôtes en raison de retards dans la construction de l'Eurostadium. Les quatre matches (trois en phase de groupes, un des huitièmes de finale) initialement prévus à Bruxelles sont réattribués à Londres, laissant Wembley avec sept matches du tournoi. Avec le retrait de Dublin comme villes hôtes le 23 avril 2021, la ville ne pouvant pas garantir la présence de spectateurs en raison de la pandémie de COVID-19, un autre huitième de finale est réattribué à Wembley.
Le stade de Wembley ouvre ses portes en 2007, après avec était reconstruit sur le site du stade d'origine, dont la démolition a eu lieu entre 2002 et 2003,. Propriété de la Football Association, il sert de stade de football national pour l'Angleterre. Le'anoien stade, aussi connu sous le nom d'Empire Stadium, est inauguré en 1923 et a accueilli des matches de la coupe du monde 1966 et de l'Euro 1996, dont la finale de 1966 qui a vu l'Angleterre, battre l'Allemagne de l'Ouest 4-2 après prolongation. Wembley accueille également la finale annuelle de la FA Cup. L'organisation des demi-finales et de la finale à Wembley reste conditionnée à la conclusion d'un accord entre l'UEFA et le gouvernement du Royaume-Uni sur des mesures de quarantaine pour les supporters et les VIP. La Puskás Aréna de Budapest est considérée comme le principal candidat pour remplacer Wembley, si ce dernier n'est pas en mesure d'accueillir la finale. Malgré cela, l'UEFA restait persuadée que Wembley pourrait accueillir la finale. Le 22 juin, le gouvernement britannique modifie les règlements relatifs à la pandémie de COVID-19 à Londres pour permettre l'utilisation de 75 % de la capacité du stade, ce qui signifie que 60 000 spectateurs pourrait assister à la finale à condition de pouvoir prouver qu'ils ont été testés ou entièrement vaccinés. Une autorisation spéciale a également été accordée pour permettre à 1 000 supporters de venir d'Italie par avion pour assister au match. Des conditions spéciales s'appliquaient aux supporters italiens, notamment un test de dépistage du COVID-19 avant leur arrivée, le fait de ne pas rester plus de 12 heures dans le pays, d'utiliser des transports réservés et d'occuper des places séparées à Wembley.

## Parcours des équipes
Note : dans les résultats ci-dessous, le score du finaliste est toujours donné en premier.
| Rang | Équipe         | Pts | J | G | N | P | Bp | Bc | Diff |
| ---- | -------------- | --- | - | - | - | - | -- | -- | ---- |
| 1    | Italie         | 9   | 3 | 3 | 0 | 0 | 7  | 0  | +7   |
| 2    | Pays de Galles | 4   | 3 | 1 | 1 | 1 | 3  | 2  | +1   |
| 3    | Suisse         | 4   | 3 | 1 | 1 | 1 | 4  | 5  | -1   |
| 4    | Turquie        | 0   | 3 | 0 | 0 | 3 | 1  | 8  | -7   |

| Rang | Équipe     | Pts | J | G | N | P | Bp | Bc | Diff |
| ---- | ---------- | --- | - | - | - | - | -- | -- | ---- |
| 1    | Angleterre | 7   | 3 | 2 | 1 | 0 | 2  | 0  | +2   |
| 2    | Croatie    | 4   | 3 | 1 | 1 | 1 | 4  | 3  | +1   |
| 3    | Tchéquie   | 4   | 3 | 1 | 1 | 1 | 3  | 2  | +1   |
| 4    | Écosse     | 1   | 3 | 0 | 1 | 2 | 1  | 5  | -4   |

### Italie
L'Italie s'est qualifiée en tant que vainqueur du groupe de qualification J, après avoir remporté ses dix matches. Elle est tirée au sort dans le groupe A avec la Suisse, la Turquie et les Pays de Galles ; étant l'une des nations hôtes, l'Italie a joué les trois matches de groupe à domicile, au Stadio Olimpico de Rome. L'Italie ouvre le tournoi par une victoire 3-0 sur la Turquie, le défenseur turc Merih Demiral marquant contre son camp à la 53e minute, avant que Ciro Immobile et Lorenzo Insigne inscrivent deux autres buts,. L'Italie gagne ensuite 3-0 contre la Suisse avec un doublé de Manuel Locatelli et un dernier but d'Immobile. Malgré la blessure du capitaine Giorgio Chiellini, l'Italie s'assure déjà une place en huitième de finale,. Lors de son troisième match de groupe, l'Italie bat les Pays de Galles 1-0, Matteo Pessina inscrivant l'unique but en première mi-temps permettant à l'équipe de terminer la phase de groupes avec un bilan parfait,. Ce résultat permet à l'Italie de devenir la première équipe de l'histoire de l'Euro à remporter chaque match de la phase de groupes sans encaisser de but.
En huitièmes de finale à Wembley, l'Italie éprouve des difficultés face à l'Autriche, qui a terminé deuxième du groupe C. L'Autrichien Marko Arnautović voit son but refusé pour hors-jeu à la 67e minute. Il faut attendre la première période de la prolongation pour que les remplaçants italiens Federico Chiesa et Pessina marquent chacun un but, donnant à l'Italie une avance de 2 à 0. Malgré le but de Saša Kalajdžić, un remplaçant autrichien, en seconde moitié de la prolongation (le premier but encaissé par les Italiens dans le tournoi), l'Italie parvient à se qualifier pour les quarts de finale,.
Le quart de finale de l'Italie se joue à l'Allianz Arena de Munich contre la Belgique, mieux classée au classement mondial de la FIFA. Nicolò Barella marque face à Thibaut Courtois dès la 31e minute, avant qu'Insigne ne double la mise à la 44e minute d'une frappe puissante ; le belge Romelu Lukaku converti ensuite un penalty dans le temps additionnel de la première mi-temps. Malgré la blessure au tendon d'Achille de Leonardo Spinazzola en seconde période, qui le prive du reste du tournoi, l'Italie tiens le score et élimine les Belges,. Cette victoire a permis d'établir un nouveau record, celui de la plus longue série de victoires en championnat d'Europe (15), en incluant les éliminatoires.
L'Italie retourne à Wembley pour affronter l'Espagne en demi-finale, le quatrième Euro consécutif où les deux équipes se sont rencontrées. Dans un match serré dominé par la possession de balle, l'Italie ouvre le score par Chiesa après 60 minutes ; 20 minutes plus tard, Álvaro Morata égalise pour l'Espagne, portant le score à 1-1. Le score reste à 1-1 après 90 minutes et après prolongation. Aux tirs au but, Locatelli et Dani Olmo ne réussissent pas réussi à marquer les premiers penalties pour leurs équipes respectives, avant que Gianluigi Donnarumma n'arrête le tir de Morata pour l'Espagne. Jorginho marque ensuite le penalty suivant pour permettre à l'Italie de participer à sa première finale européenne depuis 2012,.

### Angleterre
L'Angleterre s'est qualifiée en terminant en tête du groupe de qualification A, avec sept victoires et une seule défaite sur ses huit matches de qualification. Elle est tirée au sort dans le groupe D, où elle joue ses trois matches dans son stade à Wembley. Elle a été rejointe par l'Écosse, coorganisatrice et rivale, la République tchèque et la Croatie, vice-championne du monde en 2018, où elle a battu l'Angleterre en demi-finale. L'Angleterre commence par une victoire 1-0 sur la Croatie, Raheem Sterling faisant la différence avec son but à la 57e minute donnant à l'Angleterre ses trois premiers points ; c'est la première fois que l'Angleterre remporte le premier match de la phase de groupes d'un Euro,. Pour son deuxième match, l'Angleterre reste timide et concède le nul face à l'Écosse,. Cependant même avec ce match nul, l'Angleterre est assurée d'une place en huitième de finale avant son dernier match de groupe compte tenu des autres résultats du groupe. L'Angleterre a ensuite confirmé sa première place dans le groupe en battant la République tchèque 1-0, avec un but de Sterling en début de match. L'Angleterre devient la première équipe de l'histoire de l'Euro à remporter son groupe après avoir marqué seulement deux buts. Avec sept points, l'Angleterre reste à Wembley pour affronter le deuxième du Groupe F en huitième de finale.
L'Angleterre retrouve son rival l'Allemagne en huitième de finale. Sterling ouvre une nouvelle fois le score à la 75e minute. L'Allemand Thomas Müller manque ensuite d'égaliser mais son tir est passé à côté, avant que Harry Kane marque son deuxième but pour l'Angleterre dans le tournoi pour sceller une victoire 2-0. C'est la première victoire face à l'équipe allemande en phase à élimination directe d'un tournoi international depuis la finale de la coupe du monde de 1966,.
En quart de finale l'Angleterre, affronte l'Ukraine au Stadio Olimpico de Rome, c'est leur seul match en dehors de Wembley de tout le tournoi. Ils s'imposent largement 4-0 face, Kane marquant deux fois, ainsi que Harry Maguire et Jordan Henderson (pour son premier but en sélection) pour donner à l'Angleterre sa plus grande victoire de son histoire en phase finale d'un championnat d'Europe,.
En demi-finale, l'Angleterre affronte le Danemark à Wembley. À la demi-heure de jeu, le danois Mikkel Damsgaard réussi à marquer un coup franc que le gardien Jordan Pickford n'arrive à repousser. Les efforts de l'Angleterre pour égaliser porte finalement leurs fruits moins de 10 minutes avec un but contre son camp de Simon Kjær. Mais les deux équipes ne réussissent pas à marquer un autre but dans le temps réglementaire. Il faut attendre la première période de la prolongation, pour qu'un penalty à la suite d'une faute sur Sterling soit accordé à l'Angleterre. C'est Kane qui prend le penalty, son tir est d'abord repoussé par Kasper Schmeichel, mais il réussit à le reprendre et marque ainsi son quatrième but du tournoi en donnant à l'Angleterre une avance de 2 à 1. Le score en reste là et l'Angleterre se qualifie pour la finale,.
La Reine Elizabeth II, le Premier ministre britannique Boris Johnson et le président de la FA, le Prince William, Duc de Cambridge, félicitent l'équipe d'Angleterre pour son parcours dans le tournoi et leurs souhaitant bonne chance pour la finale.

## Avant-match

### Arbitres
Le 8 juillet 2021, la Commission des arbitres de l'UEFA annonce l'équipe d'arbitrage pour la finale. Dirigée par l'arbitre néerlandais Björn Kuipers, 48 ans, de la fédération royale néerlandaise de football, il est accompagné par deux de ses compatriotes, Sander van Roekel et Erwin Zeinstra en tant qu'arbitres assistants. L'Espagnol Carlos del Cerro Grande est choisi comme quatrième arbitre avec son compatriote Juan Carlos Yuste Jiménez comme arbitre assistant de réserve. L'Allemand Bastian Dankert est choisi comme arbitre assistant vidéo (VAR) pour le match, c'est la première fois que cette technologie est utilisée en finale du championnat d'Europe. Il est rejoint par ses compatriotes Christian Gittelmann et Marco Fritz et le Néerlandais Pol van Boekel en tant qu'officiels assistants de la VAR.
Kuipers est arbitre FIFA depuis 2006, c'est le premier arbitre néerlandais à arbitrer une finale d'Euro. L'Euro 2020 est son cinquième tournoi international majeur, après l'Euro 2012 et 2016, et la coupe du monde 2014 et 2018. Il a déjà arbitré trois matches plus tôt dans le tournoi : Danemark - Belgique et Slovaquie - Espagne en phase de groupes, et le quart de finale entre la République tchèque et le Danemark. La finale de 2020 est la neuvième finale internationale de Kuipers ; il avait arbitré celles de plusieurs compétitions de jeunes de l'UEFA, la coupe des confédérations 2013, la ligue des Champions 2013-2014, la coupe du monde U-20 2017 et la ligue Europa 2017-2018. Avant la finale, Kuipers avait déjà arbitré quatre fois l'Italie et trois fois pour l'Angleterre, dont la rencontre de la phase de groupes entre les deux équipes lors de la coupe du monde 2014, que l'Italie avait remportée 2-1.

### Composition des équipes
L'Italie dispose de la quasi-totalité de son effectif à l'exception du défenseur Spinazzola, blessé en quart de finale. L'arrière droit Alessandro Florenzi, qui s'était blessé au mollet lors du premier match de l'Italie, s'est rétabli avant la finale mais a perdu sa place de titulaire au profit de Giovanni Di Lorenzo,. Pour l'Angleterre, le milieu de terrain Phil Foden est forfait en raison d'une blessure au pied contractée à l'entraînement.
La composition de l'Italie est restée inchangée depuis sa victoire en demi-finale contre l'Espagne, l’entraîneur Roberto Mancini ayant opté pour un 4-3-3,. L'entraîneur de l'Angleterre Gareth Southgate remplace Bukayo Saka par Kieran Trippier par rapport à sa victoire en demi-finale contre le Danemark. Southgate fait également un changement tactique, remplaçant le 4-2-3-1 qu'il avait principalement utilisée pendant le tournoi par un 3-4-3 similaire à celle du huitième de finale contre l'Allemagne, avec Trippier et Luke Shaw en tant qu'ailiers,,.

### Cérémonie de clôture et hymnes
Avant le début du match, une cérémonie de clôture est organisée par l'UEFA, elle commence à 19 h 45 heure locale (18 h 45 UTC). Une réplique gonflable du trophée Henri Delaunay est apportée sur le terrain tandis qu'un spectacle de lumière et des effets pyrotechniques ont commencé. Des soldats portant des chapeaux en peau d'ours ont joué de la trompette et les Red Arrows ont effectué un défilé aérien au-dessus du stade de Wembley en soutien à l'équipe d'Angleterre. Pour finir, des artistes sont venus danser sur la musique du DJ néerlandais Martin Garrix,.
Les hymnes nationaux de chaque pays sont joués avant le coup d'envoi ; certains supporters anglais dans la foule ont hué pendant l'hymne national italien malgré la demande de l'entraîneur anglais Southgate et d'autres anciens joueurs à ne pas le faire. Le ballon du match est amené au centre du terrain sur une réplique télécommandée d'une Volkswagen ID.4 aux couleurs arc-en-ciel symbolisant le soutien aux droits des LGBT. Avant le coup d'envoi, les deux équipes ont posé un genou à terre pour l'égalité raciale, comme l'avait fait l'équipe d'Angleterre avant tous ses matches durant le tournoi.

### Spectateurs célèbres
Des hommes politiques et des membres de la famille royale ont assisté à la finale, notamment le président italien Sergio Mattarella, le Premier ministre britannique Boris Johnson, Zara Tindall et Mike Tindall, le prince William, duc de Cambridge, Catherine, duchesse de Cambridge, et le prince George de Cambridge. Sont également présent des invités de l'industrie du spectacle tels que Tom Cruise et Kate Moss, ainsi que d'anciens joueurs et entraîneur de football comme David Beckham, Geoff Hurst et Fabio Capello.

## Match

### Résumé du match

#### Première mi-temps
Le coup d'envoi de la rencontre a été donné à 20 h 0 heure locale, sous des conditions nuageuses et pluvieuses, devant 67 173 spectateurs[réf. souhaitée]. L'Italie joue avec des maillots bleus, des shorts bleu foncé et des chaussettes bleues, et l'Angleterre avec des maillots blancs, des shorts blancs et des chaussettes blanches[réf. souhaitée].
L'Anglais Maguire concède un corner dès la première minute en ratant sa passe vers le gardien Pickford, mais réussit à écarter le danger. L'Angleterre lance ensuite une contre-attaque, lorsque Kane passe le ballon à Trippier, qui cours le long du côté droit du terrain. Trippier centre au côté opposé de la surface de réparation pour Shaw, oublié par la défense italienne, qui d'un tir à ras de terre en demi-volée à ras du poteau gauche, marque son premier but pour l'Angleterre,. Marqué en 1 minute et 56 secondes, il s'agit du but le plus rapide inscrit lors d'une finale d'un Euro,. À la suite d'une faute de Shaw sur Chiesa à la 8e minute, l'Italie obtient un coup franc à 25 m du but. Il est tiré par Insigne qui enroule son tir, mais passe au-dessus de la barre transversale. À la 10e minute, l'anglais Kyle Walker lance Trippier dans la profondeur mais son centre est intercepté par Chiellini. L'Angleterre continue d'attaquer et obtient un corner, finalement intercepté par Donnarumma. À la 15e minute, Mason Mount obtient un autre corner lorsque son débordement sur la gauche oblige l'Italien Jorginho à dégager le ballon derrière lui,.
L'Italie reprend la possession du ballon à partir de la 15e minute, Scott Murray du Guardian commentant à ce moment qu'il y avait « des signes que [l'Italie] se réveille après son début cauchemardesque ». À la 20e minute, les Italiens ont l'occasion de remonter le terrain par Marco Verratti et Insigne après que Kane ait perdu le ballon, mais une faute de Chiellini sur Kane met fin à l'action. Jorginho s'est ensuite blessé et doit quitter le terrain pendant cinq minutes, mais peut finalement reprendre le jeu. À la 24e minute, Chiesa accélère sur le côté droit où il a de l'espace centre en bout de course dans la surface de réparation, mais il est bien défendu par l'Angleterre. Lors d'une attaque italienne à la 28e minute, Insigne tente sa chance à plus de 30 m du but, mais le tir n'est pas cadré. Il a de nouveau occasion d'entrer dans la surface de réparation anglaise à la 32e minute, après que l'équipe ait avancé en faisant circuler le ballon sur la gauche, mais la défense anglaise dégage la balle une fois de plus.
Pendant un certain temps, l'Angleterre n'arrive pas à conserver le ballon, mais à la 34e minute, Kane passe la balle à Sterling, qui est en position d'attaque. Sterling la passe Mount, qui tente de la remettre à Sterling, mais Leonardo  Bonucci l'intercepte et stoppe l'action. Une minute plus tard, Chiesa gagne son duel contre les Anglais Shaw et Declan Rice avant de s'élancer dans l'axe et de tirer à 23 m mais sa frappe passe tout juste à côté. Peu avant la mi-temps, l'Italie réalise ce que le commentateur du Guardian décrit comme la « meilleure action du match ». Di Lorenzo centre pour Immobile à 11 m du but, mais John Stones bloque son tir de la hanche, puis Verratti voit sa reprise repoussée par Pickford. Dans la dernière minute du temps additionnel, Bonucci tente une frappe lointaine, mais celle-ci est trop haute. L'arbitre siffle alors la mi-temps, le score est de 1-0 pour l'Angleterre. L'Italie avait la possession du ballon en première mi-temps, mais la défense anglaise a limité son attaque à un seul tir cadré.

#### Deuxième mi-temps
Les deux équipes repartent avec les 22 mêmes acteurs alors que l'Angleterre donne le coup d’envoi de la seconde période. L'Italien Barella, en retard sur Kane, reçoit le premier carton jaune du match à la 47e minute. Sterling reçoit ensuite le ballon dans la surface de réparation italienne, l'emportant sur Bonucci et Chiellini avant de s'écrouler au sol, mais l'arbitre Kuipers ne siffle pas faute et le presse de se lever. À la 50e minute, l'Italie obtient un coup franc à la limite de la surface de réparation anglaise, à la suite d'une faute de Sterling sur Insigne ; ce dernier tire lui-même le coup franc, mais le tir passe à côté de la lucarne. Deux minutes plus tard, Chiesa s’enfonce sur le côté droit avant de centrer en direction d'Insigne, mais Walker intercepte la balle et remet à Pickford. Insigne s'engouffre à nouveau dans la surface de réparation anglaise depuis la gauche, avant de frapper à côté du but. L'Italie effectue ses premiers remplacements à la 54e minute, faisant entrer Bryan Cristante et Domenico Berardi à la place d'Immobile et Barella.
À la 55e minute, Bonucci commet une faute sur Sterling et reçoit un carton jaune. Le coup franc anglais arrive sur Maguire à 7 m du but, mais sa reprise de la tête passe au-dessus de la transversale. L'Italie attaque ensuite à l'autre bout du terrain ; un tir lointain de Chiesa est dévié dans la course d'Insigne, qui tire puissamment au but, mais réussi Pickford repousse le tir. Comme en première mi-temps, l'Italie garde la possession du ballon. Juste après l'heure de jeu, Chiesa dribble à l'entrée de la surface de réparation anglaise, avant d'obtenir de l'espace pour tirer au but, mais Pickford le repousse encore une fois. À la 64e minute Mount gagne un corner, tiré Trippier, Stones reprend le ballon de la tête au second poteau, déviée de justesse par Donnarumma au-dessus de sa barre. L'Angleterre parvient à conserver le ballon pendant quelques minutes puis Shaw lance une attaque sur la gauche qui se termine par une passe qui n'atteint pas Mount. L'Italie repars à l'attaque à la 66e minute, lorsque Chiesa envoie un centre enroulé depuis la gauche, mais Insigne à 5 m du but ne parvenait pas à sauter assez haut pour reprendre le ballon de la tête. Une minute plus tard, l'Italie obtient un corner, que Cristante transmet au second poteau, où Verratti surgit pour une tête à bout portant ; déviée sur le poteau par Pickford, le ballon vient sur Bonucci qui reprend le ballon dans le but à bout portant pour l'égalisation italienne. A 34 ans et 71 jours, Bonucci devenait le buteur le plus âgé en finale d'un championnat d'Europe,.
Alors que le score est de 1-1, l'entraîneur anglais Southgate procède à un changement tactique, faisant entrer le joueur plus offensif Bukayo Saka à la place de Trippier, et passe à une formation en 4-3-3. Après une autre attaque italienne à la 73e minute, qui se termine lorsque Berardi n'arrive pas à contrôler le ballon dans la surface de réparation anglaise après être passé dans le dos de la défense anglaise. Southgate procède à un deuxième changement, faisant entrer Henderson à la place de Rice. L'Italie continue de dominer, presque tout le jeu se déroulant dans la moitié de terrain de l'Angleterre. A la 80e minute, Chiesa s'élançe sur la gauche, il réussit un grand pont sur Walker qui le pousse puis s'écrouler au sol. L'arbitre estime que l'action était légale, mais Chiesa s'est blessé et doit quitter le terrain en boitant. Il tente de continuer à jouer mais est finalement remplacé par Federico Bernardeschi à la 86e minute. Pendant ce temps, l'Angleterre se crée une occasion lorsque Mount dribble dans la surface de réparation italienne puis fait une passe à Saka, mais ce dernier ne parvenait pas à contrôler le ballon. Insigne reçoit ensuite un carton jaune pour une faute sur Phillips ; le coup franc anglais est dégagé par l'Italie jusqu'à Shaw, dont le tir passe au-dessus de la barre transversale. A la 87e minute, le match est brièvement interrompu lorsqu'une personne fait intrusion sur le terrain,. Sterling entre sur la gauche dans la surface de réparation à la 89e minute, mais perd le ballon sous la pression de Bonucci et Chiellini. Un coup franc anglais dans le temps additionnel parvient à Stones, mais ce dernier n'arrive pas à marquer. Après que l'Italie soit passé par la droite avec Cristante, Walker stoppe l'attaque en donnant la balle d'un coup de tête à Pickford. Dans le dernier acte du temps réglementaire, Saka se libère de Chiellini sur le côté droit, Chiellini saisit le maillot de Saka par derrière et le traîne au sol. Chiellini reçoit un carton jaune pour cette faute tactique, mais l'attaque était stoppée, le coup franc qui en résulte est dégagé et le match va en prolongation.

#### Prolongation
Le sélectionneur italien Mancini procède à un remplacement au début de la prolongation, faisant entrer Andrea Belotti à la place d'Insigne, le dernier des trois attaquants italiens titulaires. Il remplaçait ensuite Verratti par Locatelli. A la 96e minute, Sterling part sur la gauche, à la suite d'une passe d'Henderson. Dans ce que l'équipe de commentateurs en direct de Sky Sports qualifiait comme une « grosse, grosse occasion pour l'Angleterre », Sterling essaye de trouver Kane ou Saka dans l'axe, mais l'Italien Chiellini dégage la balle en corner. Le corner qui s'est ensuivi débouche sur une occasion pour l'Angleterre par Phillips, mais son tir à ras de terre n'était pas cadré et Donnarumma l'avait repoussé. À la 99e minute, Jack Grealish entre en jeu pour l'Angleterre, remplaçant Mount. Phillips est victime d'une faute à l'extérieur de la surface, mais l'arbitre choisit de laisser l'avantage au lieu d'arrêter l'attaque et d'accorder un coup franc à l'Angleterre. Grealish a une première occasion à la 101e minute, prenant le ballon dans la surface de réparation et le passant à Saka, mais le ballon est dévié et ne parvient pas jusqu'à lui. L'Italie se crée une nouvelle occasion à la 103e minute, lorsque Emerson Palmieri bat Walker et centre pour Bernardeschi. L'ailier italien ne réussit pas à toucher le ballon et Pickford peut dégager le ballon d'un coup de poing. La première mi-temps de la prolongation se termine sur le score de 1-1.
Maguire reçoit le premier carton jaune du match pour une faute sur Belotti à la 106e minute. Le coup franc qui s'ensuit est tiré par Bernardeschi traverse le mur anglais, mais Pickford l'arrête puis de récupère le rebond lui-même pour stopper danger[106]. A la 108e minute, Walker fait une longue remise en jeu dans la surface de réparation italienne, qui est dégagée par l'Italie mais retombe sur Kane ; le capitaine anglais centre le ballon, mais Donnarumma parvient à gêner suffisamment Stones pour l'empêcher de marquer de la tête le but de la victoire. A la 111e minute, Sterling élimine Chiellini près du corner italien, mais ce dernier récupère le ballon et peut se dégager. Deux minutes plus tard, Jorginho est en retard sur Grealish touchant avec sa semelle la jambe de l'Anglais, il reçoit un carton jaune. Florenzi entre en jeu pour l'Italie à la place d'Emerson, tandis que Jadon Sancho et Marcus Rashford remplaçaient Walker et Henderson pour l'Angleterre. En l'absence d'autres attaques significatives, le match se termine par un score de 1-1 après la prolongation et s’achèvera donc par une séance de tirs au but. 

#### Tirs au but
Un pile ou face est organisé pour déterminer l'ordre dans lequel les tirs seront effectués lors de la séance de tirs au but, remportée par l'Italie, elle choisit de tirer en premier. La séance de tirs au but se déroule du côté où de nombreux supporters anglais sont situés. Les premiers tirs au but des deux équipes (Berardi et Kane) sont réussis. Le gardien anglais Pickford repousse ensuite la tentative de Belotti, puis Maguire convertit son tir donnant à l'Angleterre un avantage de 2-1. Bonucci marque pour égaliser à 2-2, avant que Rashford, entré en fin de match, ne touche le poteau gauche sur le troisième penalty de l'Angleterre. Bernardeschi redonnait l'avantage à l'Italie d'un tir à ras de terre au milieu du but, avant que Sancho, l'autre remplaçant de dernière minute, ne voit son tir à droite repoussé par Donnarumma. Jorginho se présente pour tirer le penalty qui aurait pu être décisif pour l'Italie, cherchant à réitérer son exploit de la demi-finale remportée aux tirs au but contre l'Espagne, mais son tir sur la gauche du but est repoussé par Pickford. Alors que le score était de 3-2 pour l'Italie, Saka tirait le cinquième penalty anglais pour égaliser et envoyer la séance de tirs au but en mort subite, mais Donnarumma plongeait sur sa gauche et arrête le tir pour donner à l'Italie un deuxième championnat d'Europe.

### Feuille de match
| Match 51                   | Italie                                                | 1 - 1 a. p.           | Angleterre                                | Stade de Wembley, Londres                                                      |                                                                                |
| 11 juillet 2021 21h00 CEST | ( Verratti) Bonucci 67e                               | (0 - 1, 1 - 1, 1 - 1) | 2e Shaw (Trippier )                       | Spectateurs : 67 173 Arbitrage : Björn Kuipers Arbitre vidéo : Bastian Dankert | Spectateurs : 67 173 Arbitrage : Björn Kuipers Arbitre vidéo : Bastian Dankert |
| 11 juillet 2021 21h00 CEST | Rapport                                               |                       |                                           | Spectateurs : 67 173 Arbitrage : Björn Kuipers Arbitre vidéo : Bastian Dankert | Spectateurs : 67 173 Arbitrage : Björn Kuipers Arbitre vidéo : Bastian Dankert |
| 11 juillet 2021 21h00 CEST | Berardi · Belotti · Bonucci · Bernardeschi · Jorginho | Tirs au but 3 - 2     | Kane · Maguire · Rashford · Sancho · Saka | Spectateurs : 67 173 Arbitrage : Björn Kuipers Arbitre vidéo : Bastian Dankert | Spectateurs : 67 173 Arbitrage : Björn Kuipers Arbitre vidéo : Bastian Dankert |

| Italie | Angleterre |

| ITALIE :        |    |                       |       |       |
|                 |    |                       |       |       |
| Gardien de but  | 21 | Gianluigi Donnarumma  |       |       |
|                 | 13 | Emerson               |       | 118e  |
|                 | 3  | Giorgio Chiellini     | 90+6e |       |
|                 | 19 | Leonardo Bonucci      | 55e   |       |
|                 | 2  | Giovanni Di Lorenzo   |       |       |
|                 | 6  | Marco Verratti        |       | 96e   |
|                 | 8  | Jorginho              | 114e  |       |
|                 | 18 | Nicolò Barella        | 47e   | 54e   |
|                 | 10 | Lorenzo Insigne       | 84e   | 91e   |
|                 | 17 | Ciro Immobile         |       | 55e   |
|                 | 14 | Federico Chiesa       |       | 86e   |
| Remplaçants :   |    |                       |       |       |
|                 | 16 | Bryan Cristante       |       | 54e   |
|                 | 11 | Domenico Berardi      |       | 55e   |
|                 | 20 | Federico Bernardeschi |       | 86e   |
|                 | 9  | Andrea Belotti        |       | 90+1e |
|                 | 5  | Manuel Locatelli      |       | 96e   |
|                 | 24 | Alessandro Florenzi   |       | 118e  |
| Sélectionneur : |    |                       |       |       |
| Roberto Mancini |    |                       |       |       |

| ANGLETERRE :     |    |                  |      |      |      |
|                  |    |                  |      |      |      |
| Gardien de but   | 1  | Jordan Pickford  |      |      |      |
|                  | 6  | Harry Maguire    | 106e |      |      |
|                  | 5  | John Stones      |      |      |      |
|                  | 2  | Kyle Walker      |      | 120e |      |
|                  | 3  | Luke Shaw        |      |      |      |
|                  | 4  | Declan Rice      |      | 74e  |      |
|                  | 14 | Kalvin Phillips  |      |      |      |
|                  | 12 | Kieran Trippier  |      | 71e  |      |
|                  | 10 | Raheem Sterling  |      |      |      |
|                  | 19 | Mason Mount      |      | 99e  |      |
|                  | 9  | Harry Kane       |      |      |      |
| Remplaçants :    |    |                  |      |      |      |
|                  | 25 | Bukayo Saka      |      | 71e  |      |
|                  | 8  | Jordan Henderson |      | 74e  | 120e |
|                  | 7  | Jack Grealish    |      | 99e  |      |
|                  | 11 | Marcus Rashford  |      | 120e |      |
|                  | 17 | Jadon Sancho     |      | 120e |      |
| Sélectionneur :  |    |                  |      |      |      |
| Gareth Southgate |    |                  |      |      |      |

| Assistants : Sander van Roekel Erwin Zeinstra Quatrième arbitre : Carlos del Cerro Grande Homme du match : Leonardo Bonucci |

### Statistiques
|                      | 1re mi-temps | 1re mi-temps | 2de mi-temps | 2de mi-temps | Prolongation | Prolongation | Total | Total |
| Statistique          | ITA          | ANG          | ITA          | ANG          | ITA          | ANG          | ITA   | ANG   |
| Buts                 | 0            | 1            | 1            | 0            | 0            | 0            | 1     | 1     |
| Tirs                 | 6            | 1            | 9            | 3            | 5            | 2            | 20    | 6     |
| Tirs cadrés          | 1            | 1            | 4            | 0            | 1            | 0            | 6     | 1     |
| Arrêts du gardien    | 0            | 1            | 0            | 3            | 0            | 1            | 0     | 5     |
| Possession du ballon | 61 %         | 39 %         | 65 %         | 35 %         | 54 %         | 43 %         | 61 %  | 39 %  |
| Corners obtenus      | 1            | 2            | 1            | 2            | 1            | 1            | 3     | 5     |
| Fautes commises      | 6            | 5            | 10           | 2            | 5            | 6            | 21    | 13    |
| Hors-jeu             | 2            | 1            | 0            | 0            | 3            | 0            | 5     | 1     |
| Cartons jaunes       | 0            | 0            | 4            | 0            | 1            | 1            | 5     | 1     |
| Cartons rouges       | 0            | 0            | 0            | 0            | 0            | 0            | 0     | 0     |

C'est la troisième fois qu'un pays perd en jouant la finale à domicile (la première étant le Portugal lors de l'Euro 2004, et la seconde fois la France à l'Euro 2016).

## Après-match

### Angleterre
À la suite de la séance de tirs au but et de l’échec des trois derniers joueurs anglais Rashford, Sancho et Saka, de nombreux messages à caractères racistes ont été adressés à leur encontre sur les réseaux sociaux par des supporters anglais. Le portrait de Marcus Rashford, qui s’est engagée lors de la pandémie de COVID-19 auprès des plus démunis a été vandalisé dans son quartier d’origine à Withington, dans le Sud de Manchester,. Le lendemain de la finale, de nombreux messages de soutien sont venus recouvrir les dégradations commises. Ces attaques ont été immédiatement condamnées par la classe politique anglaise, à commencer par le premier ministre Boris Johnson, le Prince William et la Fédération anglaise de football,. La police de Londres a indiquée avoir commencé à enquêter sur les identités des personnes ayant proférés ces insultes,.
Marcus Rashford publie un message sur Twitter et Instagram pour s’excuser d’avoir manqué son tir lors d’une finale qui pouvait être historique pour le onze des « Three lions » :« Final. 55 years. 1 penalty. History. All I can say is sorry. » Dans le même message, il remercie les supporters qui lui ont adressé des messages de soutien et affirme qu’il restera le même et qu’il est fier de porter le maillot de l’équipe nationale.

### Italie
L'équipe nationale retourne à Rome dès le lendemain de la victoire. Les joueurs se rendent au Quirinale pour rencontrer le président de la République, Sergio Mattarella, présent à Wembley le soir de la victoire, puis au Palais Chigi pour présenter la coupe au président du conseil des ministres Mario Draghi et au gouvernement,. L'équipe de football est accompagnée de Matteo Berrettini, le finaliste de Wimbledon, lors de ces rencontres.
Lors de son discours au Quirinale, le capitaine de l'équipe Giorgio Chiellini dédie la victoire des Azzurri à Davide Astori, joueur de l'équipe nationale décédé en 2018 : « Nous aurions aimé l'avoir ici avec nous ». Pour célébrer le titre européen, et en tenant compte de la situation sanitaire, les autorités italiennes mettent en place un parcours dans la capitale transalpine pour montrer la coupe aux supporters italiens.

## Diffusion et audience
En France, M6 et beIn Sports ont diffusé la finale. La couverture du match à commencé à 20 h 45, commenté par Xavier Domergue et Robert Pirès et accompagnés de Carine Galli en bord terrain. Près de 12 millions de téléspectateurs ont regardé la finale sur M6.
Au Royaume-Uni, ITV et la BBC, le radiodiffuseur public, ont tous les deux diffusé le match en direct à la télévision. La couverture du match par ITV a commencé à 20 h 30 (18 h 30 heure locale), présentée par Mark Pougatch avec les commentaires de Roy Keane, Ian Wright et Gary Neville, et les analyses sur le terrain d'Ashley Cole et Emma Hayes. Les commentateurs d'ITV sont Sam Matterface et Lee Dixon. La BBC a commencé sa couverture télévisée sur BBC One 10 minutes avant ITV, avec Alan Shearer, Rio Ferdinand et Frank Lampard comme analystes du match, aux côtés du présentateur Gary Lineker ; les commentateurs Guy Mowbray et Jermaine Jenas étaient soutenus par les analyses sur le terrain de Jürgen Klinsmann et d'Alex Scott. L'audience du match à la télévision a culminé à 30,95 millions de téléspectateurs lors de la séance de tirs au but, soit le chiffre le plus élevé pour un événement en direct depuis 1997, année des funérailles de Diana, princesse de Galles. Les statistiques indiquent également que près de 29,85 millions de personnes ont regardé le match dans son intégralité.
En Italie, la finale a été couverte par le radiodiffuseur public Rai et le radiodiffuseur payant Sky Italia. Après qu'Alberto Rimedio a été contrôlé positif au COVID-19, lui et Antonio Di Gennaro ont été remplacés par Stefano Bizzotto et Katia Serra en tant que commentateurs de la couverture de la RAI. Fabio Caressa et Giuseppe Bergomi étaient les commentateurs sur Sky. Le match est suivi par plus de 18,17 millions de téléspectateurs sur Rai 1, avec un pic à 18,45 millions lors de séance de tir au but. Sur Sky, c'est en moyenne 2,43 millions de téléspectateurs.
Au total, selon l'UEFA, 328 millions de téléspectateurs ont regardé la finale sur 137 diffuseurs dans le monde.